# Miconia amissa
Miconia amissa är en tvåhjärtbladig växtart som beskrevs av John Julius Wurdack. Miconia amissa ingår i släktet Miconia och familjen Melastomataceae. Inga underarter finns listade i Catalogue of Life.